# Prawo bliższości
Prawo bliższości (łac. ius propinquitatis) – w średniowiecznej Polsce ograniczenie prawa własności. Celem tej instytucji była ochrona interesu rodziny; przysługiwało tylko krewnym właściciela. 
W najszerszej postaci polegała na przyznaniu krewnym zbywającego w stosunku do zbywanego mienia trzech uprawnień: prawa udzielania zgody na alienację (zbycie rzeczy, majątku), prawo pierwokupu (krewnym przysługiwało pierwszeństwo nabycia dobra, które właściciel zamierzał zbyć) i prawo retraktu. Istniała możliwość "obejścia" prawa bliższości poprzez oddanie własności w zastaw antychretyczny z klauzulą na upad.